# Gheorghe Mihali
Gheorghe Mihali (n. 9 decembrie 1965, Borșa, România) este un fotbalist român retras din activitate, care a jucat pe post de fundaș central la echipe ca Dinamo, Scornicești și Guingamp. Pe plan internațional, are prezențe la națională pentru România. După încheierea carierei, a devenit antrenor, și a antrenat, printre altele, Focșani, U Cluj și Mioveni.
A jucat pentru echipa națională la Campionatul Mondial din 1994.
În martie 2008 a fost decorat cu Ordinul „Meritul Sportiv” clasa a III-a, pentru rezultatele obținute la turneele finale din perioada 1990-2000 și pentru întreaga activitate.

## Titluri

### Club
Dinamo București
- Divizia A: 1991-92, 1999-00
- Cupa României: 1999-00, 2000–01

Inter Sibiu
- Cupa Balcanică: 1990-91

Guingamp
- Cupa UEFA Intertoto: 1996

## Statistici
| Sezon      | Club                 | Țară    | Meciuri | Goluri |
| ---------- | -------------------- | ------- | ------- | ------ |
| 1978 to 81 | Minerul Borșa        | România | N/A     | N/A    |
| 1981 to 84 | Luceafărul București | România | N/A     | N/A    |
| 1984/85    | FC Olt Scornicești   | România | 8       | 0      |
| 1985/86    | FC Olt Scornicești   | România | 28      | 0      |
| 1986/87    | FC Olt Scornicești   | România | 31      | 0      |
| 1987/88    | FC Olt Scornicești   | România | 28      | 0      |
| 1988/89    | FC Olt Scornicești   | România | 31      | 0      |
| 1989/90    | FC Olt Scornicești   | România | 14      | 0      |
|            | FC Inter Sibiu       | România | 12      | 0      |
| 1990/91    | FC Inter Sibiu       | România | 31      | 3      |
| 1991/92    | Dinamo București     | România | 30      | 0      |
| 1992/93    | Dinamo București     | România | 32      | 4      |
| 1993/94    | Dinamo București     | România | 29      | 3      |
| 1994/95    | Dinamo București     | România | 31      | 2      |
| 1995/96    | En Avant Guingamp    | Franța  | 31      | 2      |
| 1996/97    | En Avant Guingamp    | Franța  | 35      | 2      |
| 1997/98    | En Avant Guingamp    | Franța  | 29      | 1      |
| 1998/99    | En Avant Guingamp    | Franța  | 5       | 0      |
|            | Dinamo București     | România | 10      | 0      |
| 1999/00    | Dinamo București     | România | 21      | 3      |
| 2000/01    | Dinamo București     | România | 21      | 4      |